# S/2002 (121) 1
S/2002 (121) 1 – naturalny satelita planetoidy (121) Hermione. Przez niektórych astronomów nazywany jest LaFayette, ale nazwy tej nie zatwierdziła oficjalnie Międzynarodowa Unia Astronomiczna. Został on odkryty w 2002 roku za pomocą teleskopu Keck II.

## Orbita księżyca i jego charakterystyka
S/2002 (121) 1 porusza się po orbicie o promieniu 768 ± 11 km wokół planetoidy (121) Hermione. Jeden obieg trwa 2 dni 13 godzin 55 minut. Nachylenie tej orbity do równika planetoidy macierzystej to 3 ± 2°, jej ekscentryczność wynosi 0,001. Średnica tego satelity szacowana jest na 13-18 km.